# Bököny
Bököny är en ort i Ungern.   Den ligger i provinsen Szabolcs-Szatmár-Bereg, i den nordöstra delen av landet, 200 km öster om huvudstaden Budapest. Bököny ligger 134 meter över havet och antalet invånare är 3 310.
Terrängen runt Bököny är platt. Runt Bököny är det ganska tätbefolkat, med 67 invånare per kvadratkilometer. Närmaste större samhälle är Hajdúhadház, 8,3 km sydväst om Bököny. Omgivningarna runt Bököny är en mosaik av jordbruksmark och naturlig växtlighet.